# Millard Hampton
Millard Hampton, född den 8 juli 1956 i Fresno, Kalifornien, är en amerikansk friidrottare inom kortdistanslöpning.
Han tog OS-silver på 200 meter vid friidrottstävlingarna 1976 i Montréal. 